# Alexander Josef Probst
Alexander Josef Probst (* 2. Mai 1983 in Rotthalmünster) ist ein deutscher Mikrobiologe. Er ist W3-/Forschungs-Professor für Umwelt-Metagenomik an der Universität Duisburg-Essen und am Research Center One Health Ruhr und lehrt allgemeine Mikrobiologie und Geomikrobiologie in diversen Studiengängen.

## Leben und Wirken
Alexander Probst wuchs gemeinsam mit einer Schwester und einem Bruder in Kößlarn auf. Nach dem Abitur begann Probst 2003 ein Chemiestudium an der Universität Regensburg, wechselte jedoch 2004 zum Studiengang Allgemeine Biologie und schloss 2010 mit einem Diplom (Note: Sehr gut) ab. Seine Promotion zum Dr. rer. nat., die durch die Studienstiftung des deutschen Volkes gefördert wurde, erfolgte 2014 unter der Leitung von Reinhard Wirth und Christine Moissl-Eichinger (zum Zeitpunkt Habilitandin) am Regensburger Archaeenzentrum, das von Karl-Otto Stetter gegründet wurde. Seine Doktorarbeit wurde mit summa cum laude bewertet.
Während seines Studiums wurde Probst in die Studienstiftung des deutschen Volkes aufgenommen und sammelte als Erstakademiker mit einem Forschungspraktikum am Jet Propulsion Laboratory (NASA) des California Institute of Technology (Caltech) relativ früh internationale Erfahrung. Dort verfasste er auch seine ersten Veröffentlichungen unter der Leitung von Kasthuri Venkateswaran. Nach seinem Diplom forschte Probst unterstützt durch ein Postgraduiertenstipendium der Studienstiftung des deutschen Volkes als Research Associate Graduate Fellow am Lawrence Berkeley National Laboratory in den USA mit Gary Andersen und Terry Hazen unter anderem an der Ölkatastrophe im Golf von Mexiko nach dem Unfall auf der Deepwater Horizon. Ende 2010 wechselte Probst wieder ans Jet Propulsion Laboratory (NASA) des California Institute of Technology. Von 2010 bis 2014 arbeitete er als Bioinformatiker bei Second Genome Inc. in den USA. Nach seiner Promotion forschte er von 2014 bis 2017 als Postdoktorand bei Jillian F. Banfield an der University of California, Berkeley.
2017 kehrte Probst nach Deutschland zurück und übernahm zunächst eine Vertretungsprofessur für Aquatische Mikrobielle Ökologie an der Universität Duisburg-Essen, bevor er 2018 zum W2-Professor ernannt wurde. Seit dem 31. Oktober 2022 ist er W3-Professor (Ordinarius) und Forschungsprofessor für Umwelt-Metagenomik und verstärkt somit das Forschungszentrum One Health Ruhr der Universitätsallianz Ruhr. Zudem ist er seit 2024 Affiliate Scientist am Joint Genome Institute des Lawrence Berkeley National Laboratory, Department of Energy.

## Forschungsschwerpunkte
Probsts Forschung beschäftigt sich im Allgemeinen mit Mikroben (Bakterien, Archaeen, und Viren) in aquatischen Ökosystemen und ist dabei interdisziplinär ausgerichtet, indem sie Mikrobiologie mit Bioinformatik verbindet. Vor allen Dingen stehen dabei die tiefe Biosphäre, also Mikroben im Untergrund, z. B. in Tiefenwasser, und der Einfluss von hohem CO2-Partialdruck auf Mikrobengemeinschaften dabei seit 2011 im Vordergrund. Besonderes Augenmerk liegt auch auf der Ökophysiologie von Mikroorganismen und Viren, insbesondere Archaeen-Viren-Gemeinschaften. Kürzlich erschienene Forschungsergebnisse beschäftigen sich auch mit Flussökosystemen im Sonderforschungsbereich SFB RESIST gefördert durch die Deutsche Forschungsgemeinschaft. Dabei untersucht Probst im Rahmen des One-Health-Konzepts, das die Gesundheit von Mensch, Tier und Umwelt ganzheitlich betrachtet, wie sich anthropogener Stress auf Mikrobengemeinschaften auswirkt.

## Auszeichnungen und Ehrungen
Probst erhielt zahlreiche Auszeichnungen, darunter:
- 2023–2024: Highly Cited Researcher, Clarivate, Web of Science
- 2023: ERC Synergy Award, Europäischer  Forschungsrat (11,5 Mio. Euro)[6]
- 2021: Lehrpreis der Fakultät für Chemie, Universität Duisburg-Essen
- 2020: Wissenschaftspreis der VAAM (Vereinigung für Allgemeine und Angewandte Mikrobiologie)[7]
- 2017: Rückkehrpreis des Landes NRW (1,25 Mio. Euro)[8]
- 2016: Hirzebruch-Promotionspreis  (zweitbeste Dissertation in der Studienstiftung des deutschen Volkes in den Bereichen Mathematik, Ingenieur- und Naturwissenschaften)
- 2016: Universitätspreis der Stadt Regensburg
- 2015: Promotionspreis der VAAM
- 2014: Promotionspreis der Universität Regensburg
- 2007–2014: Stipendiat der Studienstiftung des deutschen Volkes (Grundstudium, Postraduiertenförderung und Promotionsförderung)
- 2006: Verleihung der Patrona Bavariae für die Rettung von zwei Menschenleben

## Mitgliedschaften und Funktionen
Neben seiner Forschung engagiert sich Probst in zahlreichen wissenschaftlichen und akademischen Gremien. Seit 2023 ist er Sprecher der Water Graduate School an der Universität Duisburg-Essen, seit 2022 Gründungsko-Direktor des Forschungsgebäudes Active Sites und Mitglied des Fakultätsrats des Fachbereichs Chemie. Darüber hinaus ist er seit 2021 Vertreter für Forschungsdatenmanagement im Fachbereich Chemie sowie Mitglied des wissenschaftlichen Beirats der Deutschen Gesellschaft für Allgemeine und Angewandte Mikrobiologie (VAAM). Innerhalb der VAAM ist er (Co-)Sprecher der Sektion Umweltmikrobiologie. Bereits seit 2020 ist er Vertrauensdozent der Studienstiftung des deutschen Volkes und Mitglied der Diversitätskommission der Universität Duisburg-Essen.

## Publikationen
Probst hat über 100 wissenschaftliche Publikationen verfasst, die mehrere tausend Mal zitiert wurden. 2024 beträgt sein Hirsch-Index 46, sein m-Index 4,6 und der i10-Index 87. Er ist Gutachter für renommierte Fachzeitschriften wie Nature, Science und Cell sowie für verschiedene Forschungsförderorganisationen. Einige ausgewählte Publikationen:
- Wirbel, Jakob; Bhatt, Ami S.; Probst, Alexander J. (2024): The journey to understand previously unknown microbial genes | Nature Vol. 626 Nr. 7998, S. 267–269
- Esser, Sarah P.; Rahlff, Janina; Probst, Alexander J. et al. (2023): A predicted CRISPR-mediated symbiosis between uncultivated archaea | Nature Microbiology Vol. 8 Nr. 9, S. 1619–1633
- Probst, Alexander J.; Ladd, Bethany et al. (2018): Differential depth distribution of microbial function and putative symbionts through sediment-hosted aquifers in the deep terrestrial subsurface | Nature Microbiology Vol. 3 Nr. 3, S. 328–336